# Polystichum christianae
Polystichum christianae là một loài thực vật có mạch trong họ Dryopteridaceae. Loài này được (Jenman) Underw. & Maxon miêu tả khoa học đầu tiên năm 1909.